# Zavižan (schronisko)
Zavižan – schronisko turystyczne w Welebicie w Chorwacji.

## Opis
Znajduje się na wysokości 1594 m, na południowym stoku Vučjaka (1645 m) ponad stromymi łąkami, z widokiem na morze, kotlinę zavižanską, Veliki Zavižan i Hajdučki kukovi. Jest to murowany budynek jednopiętrowy z dwiema jadalniami, kuchnią i sanitariatami. Na parterze jest kuchnia, jedna wspólna noclegownia (14 łóżek) i jadalnia o pojemności 40 miejsc siedzących, a na piętrze są jeden pokój dwuosobowy, czteroosobowy i zbiorowy (8 łóżek). Pokoje i noclegownie wyposażone są w łóżka piętrowe i pościel, więc własny śpiwór nie jest niezbędny. Jest prąd i telefon, a goście mogą korzystać z kuchni. Schronisko jest jednocześnie też najwyższą stacją meteorologiczną w Chorwacji, w której co godzinę dokonuje się pomiarów. Obok budynku na ogrodzonej przestrzeni stoją instrumenty meteorologiczne, a gospodarze są jednocześnie też meteorologami (rodzina Vukušić). W skład budynku wchodzi cysterna ograniczonej pojemności i dlatego trzeba być oszczędnym z wodą. Podczas sezonu dobrze jest uprzednio zarezerwować pobyt. Przed schroniskiem jest też taras z 50 miejscami siedzącymi. Schronisko jest stale otwarte.

## Dojazd
Drogą asfaltową Sveti Juraj – Krasno – Otočac do Oltara, potem 17 km częściowo asfaltową, a częściowo szutrową drogą do parkingu na skraju kotliny zavižanskiej. Dalej pół kilometra do kaplicy św. Anny, gdzie jest w prawo odbicie 500 m do schroniska, ale ta część drogi zamknięta jest dla ruchu turystycznego.